# 亞利桑那號戰艦
亞利桑那號戰艦（USS Arizona，舷號BB-39）是一艘隸屬於美國海軍的戰艦，為第二艘賓夕法尼亞級戰艦，也是美國海軍第三艘以亞利桑那州為名的軍艦。
1941年12月7日，亚利桑那号在珍珠港事件中猛烈爆炸并坐沉，珍珠港事件中軍事人員共1177人阵亡。

## 历史
亞利桑那號於1914年起由布魯克林造船廠建造，1915年首次下水，並於1916年開始服役。其時第一次世界大戰已經爆發，但亞利桑那號一直留在近海訓練。美國參戰後，亦並未將亞利桑那號派往歐洲參戰。
戰後亞利桑那號繼續日常訓練，並在1920年被派往土耳其，保護因希臘入侵士麥拿而陷入危機的當地美國僑民。接著亞利桑那號參與多次艦隊解難演習（英語：Fleet Problems），又曾在1929年進行現代化改建。
1941年12月7日，珍珠港事件爆发，亞利桑那號遭到日本海军军機轰炸，用於水上飞機彈射器的黑火藥被引燃，火勢迅速蔓延到艦船前部的炮塔彈藥庫並引發猛烈爆炸。亞利桑那號因此坐沉港內，舰上1177人阵亡。由於亞利桑那號受損極為嚴重，海軍決定不作打撈復修，並分別在1941年12月29日及1942年12月1日將之退役及除籍。
1951年及1952年，時任美国太平洋艦隊總司令亞瑟·拉德福（Arthur W. Radford）上將曾要求國會撥款，在亞利桑那號殘骸上興建紀念館，但因當時韓戰經費緊絀而未有成事。後來在美國總統艾森豪及約翰·甘迺迪的支持下，1962年亞利桑那號戰艦紀念館建成開幕，並分別在1966年及1989年獲列入國家史蹟名錄及國家歷史地標。
亞利桑那號戰艦在二戰中獲得一枚戰鬥之星。

## 引用
1. ↑  Friedman 1985，第440-441頁賓夕法尼亞級配置，數據僅以設計及建造時為準。
2. ↑  .   [2012-07-19]. （原始内容存档于2020-11-15）.